# La Marseillaise (journal, 1869)
Pour les articles homonymes, voir La Marseillaise (homonymie).
Ne doit pas être confondu avec La Marseillaise (journal).
La Marseillaise est un journal hebdomadaire créé en décembre 1869. Hebdomadaire satirique et de tendance républicaine, il est opposé au Second Empire. Il proteste contre l'assassinat en 1870 de son collaborateur Victor Noir par le prince Bonaparte.

## Historique

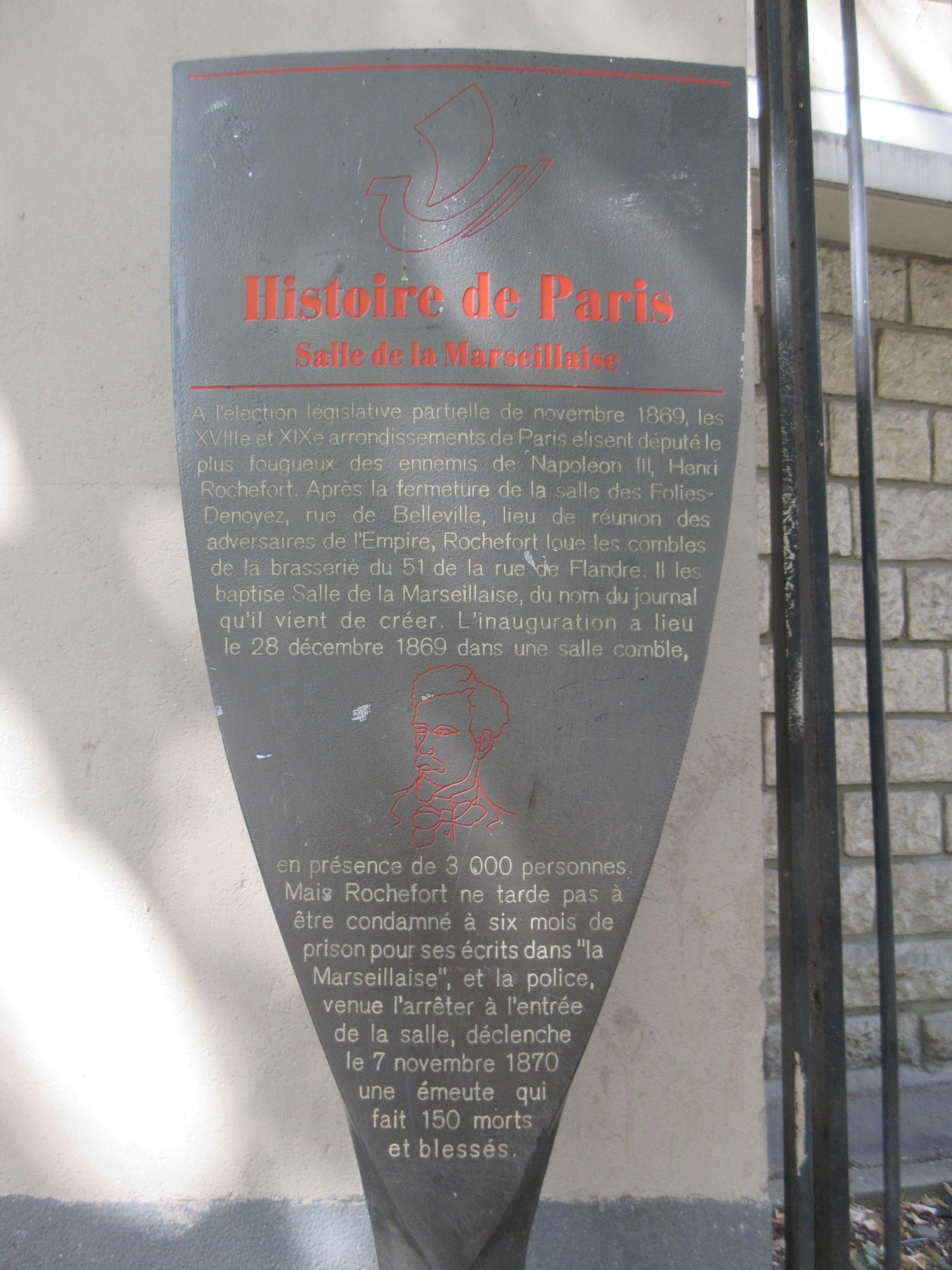
Panneau Histoire de Paris « Salle de la Marseillaise »

La Lanterne, la précédente publication d’Henri Rochefort, créée le 1er juillet 1868, finit de paraître en novembre 1869, après 77 numéros.
La Marseillaise lui succède et parait pour la première fois le 19 décembre 1869, pour un prix de 15 centimes. La rédaction est composée de Ch. Habeneck comme secrétaire, Rochefort occupe le poste de rédacteur en chef et ses principaux collaborateurs sont Jean-Baptiste Millière, Paschal Grousset, Arthur Arnould, Gustave Flourens, Victor Noir et Arthur de Fonvielle.
La Marseillaise est un journal frondeur, critiquant la personne de l’empereur Napoléon III ainsi que le pouvoir en place. Il prône une république inspirée de celle des États-Unis, visible à travers les réactions à l’encontre de la colonisation en Algérie. De plus, la Marseillaise s’illustre à travers la défense des catégories sociales les plus défavorisées.
L’évènement marquant pour l’histoire de l’hebdomadaire fut la mort tragique de Victor Noir, assassiné par le prince Pierre Bonaparte, cousin de Napoléon III. Le 10 janvier 1870, Noir se présenta au domicile du prince afin de servir de témoin à Paschal Grousset, proposant un duel au prince. Ce dernier déclara qu’il se battrait contre Rochefort qu’il considérait comme son véritable offenseur. Sans raison apparente, le prince sortit un révolver et abattit Victor Noir. Ce drame, pris dans un contexte de montée des passions, atteignit une dimension sans communes mesures, car il s’agissait d’un membre de la famille impériale que la justice acquitta.
Le lendemain La Marseillaise parut, comme la Réforme encadrée de noir, avec un article vengeur de Rochefort : « J’ai eu la faiblesse de croire qu’un Bonaparte pouvait être autre chose qu’un assassin… Voilà 18 ans que la France est entre les mains ensanglantées de ces coupe-jarrets qui, non contents de mitrailler les républicains dans les rues, les attirent dans des pièges immondes pour les égorger à domicile. Peuple français, est-ce que décidément tu ne trouves pas qu’en voilà assez ? »
Le 7 février 1870, à la suite de ce dramatique épisode, Rochefort et tous les rédacteurs de La Marseillaise sont arrêtés. Le 18 mai La Marseillaise traçait ce bilan : « La Marseillaise a donc eu à ce jour un rédacteur tué, 12 rédacteurs en prison, […], et cinq sous le coup de diverses poursuites qu’il leur reste à subir. »